# Danaë (Artemisia Gentileschi)
Danaë är en oljemålning som attribueras till den italienska barockkonstnären Artemisia Gentileschi. Den målades omkring 1612 och ingår sedan 1986 i Saint Louis Art Museums samlingar i Missouri. 
Motivet är hämtat från den grekiska mytologin och skildrar Danaë, dotter till kung Akrisios av Argos. När ett orakel förutsåg att Akrisios dotterson skulle döda honom spärrade han in den ännu barnlösa Danaë för att hindra att profetian skulle gå i uppfyllelse. Zeus, som förälskat sig i prinsessan, tog sig dock in i hennes fängelse i form av ett guldregn och förförde henne. Danaë födde därefter sonen Perseus som många år senare av misstag dödade sin morfar med en diskus. Målningen skildrar guldregnet över Danaë och hennes tjänarinna. 
Den är osignerad men anses vara utförd i Gentileschis verkstad i Rom, antingen av en ung Artemisia eller av hennes far Orazio. Samma osäkerhet, huruvida den ska tillskrivas Orazio eller Artemisia, råder kring Kleopatra som målades ungefär samtidigt och där stora stilmässiga likheter föreligger men guldregnet i Danaë saknas och en orm tillkommit (enligt legenden begick Kleopatra självmord genom att låta sig bitas av en giftorm). På Getty Center i Los Angeles finns en målning, benämnd Danaë och guldregnet, som tillskrivs Orazio Gentileschi (se bildgalleri).
Far och dotter Gentileschi verkade båda i Caravaggios tradition. Deras stil kännetecknas av dramatiska och realistiska kompositioner och så kallad chiaroscuro, det vill säga starka kontraster mellan ljus och mörker. Hon är känd för sina skildringar av starka kvinnliga personligheter från Bibeln, helgonlegender och grekisk-romersk mytologi, till exempel Judit, Batseba, Maria Magdalena och Katarina av Alexandria.

## Relaterade målningar

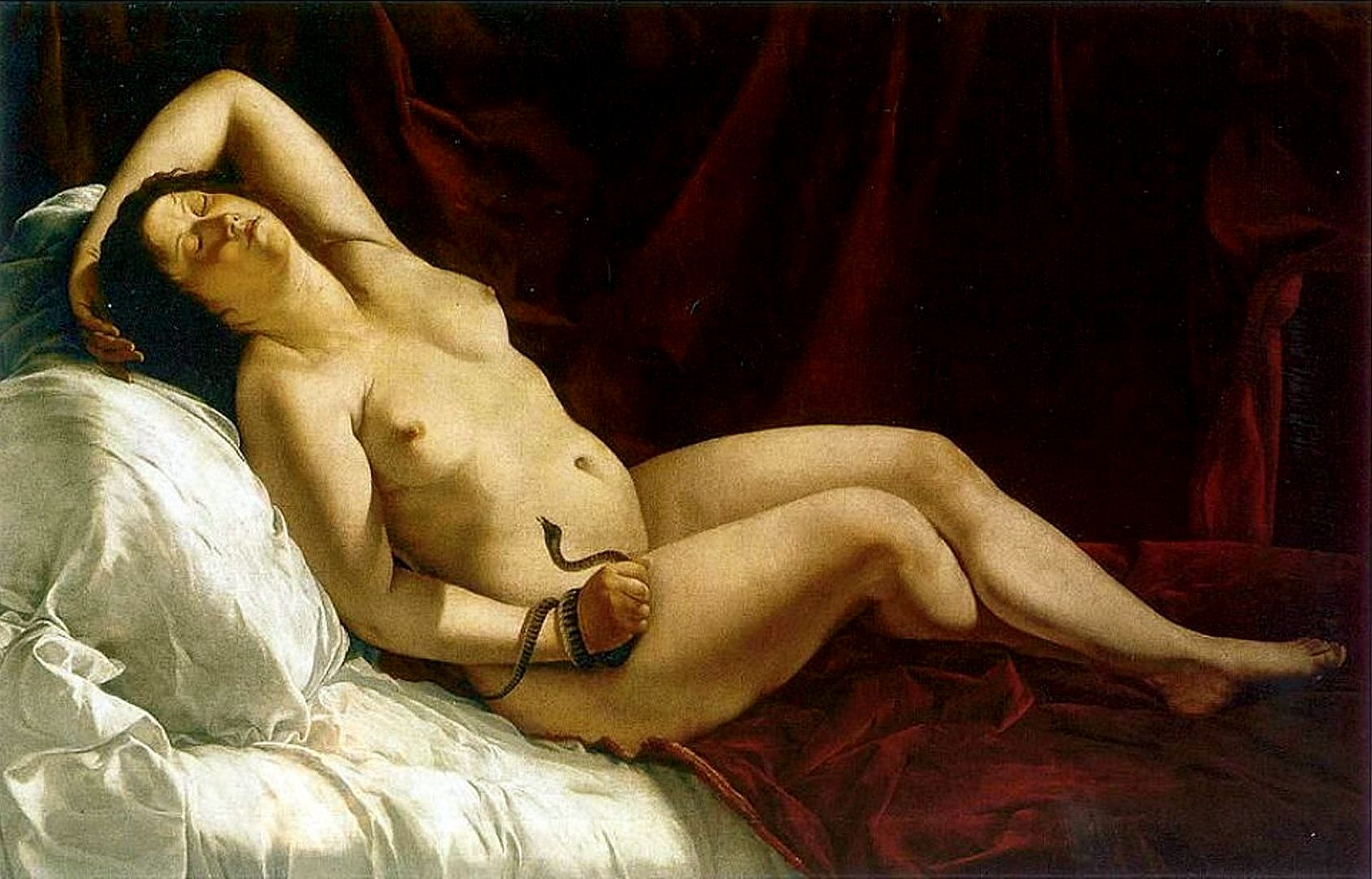
Kleopatra målad cirka 1611–1612. Privat ägo.
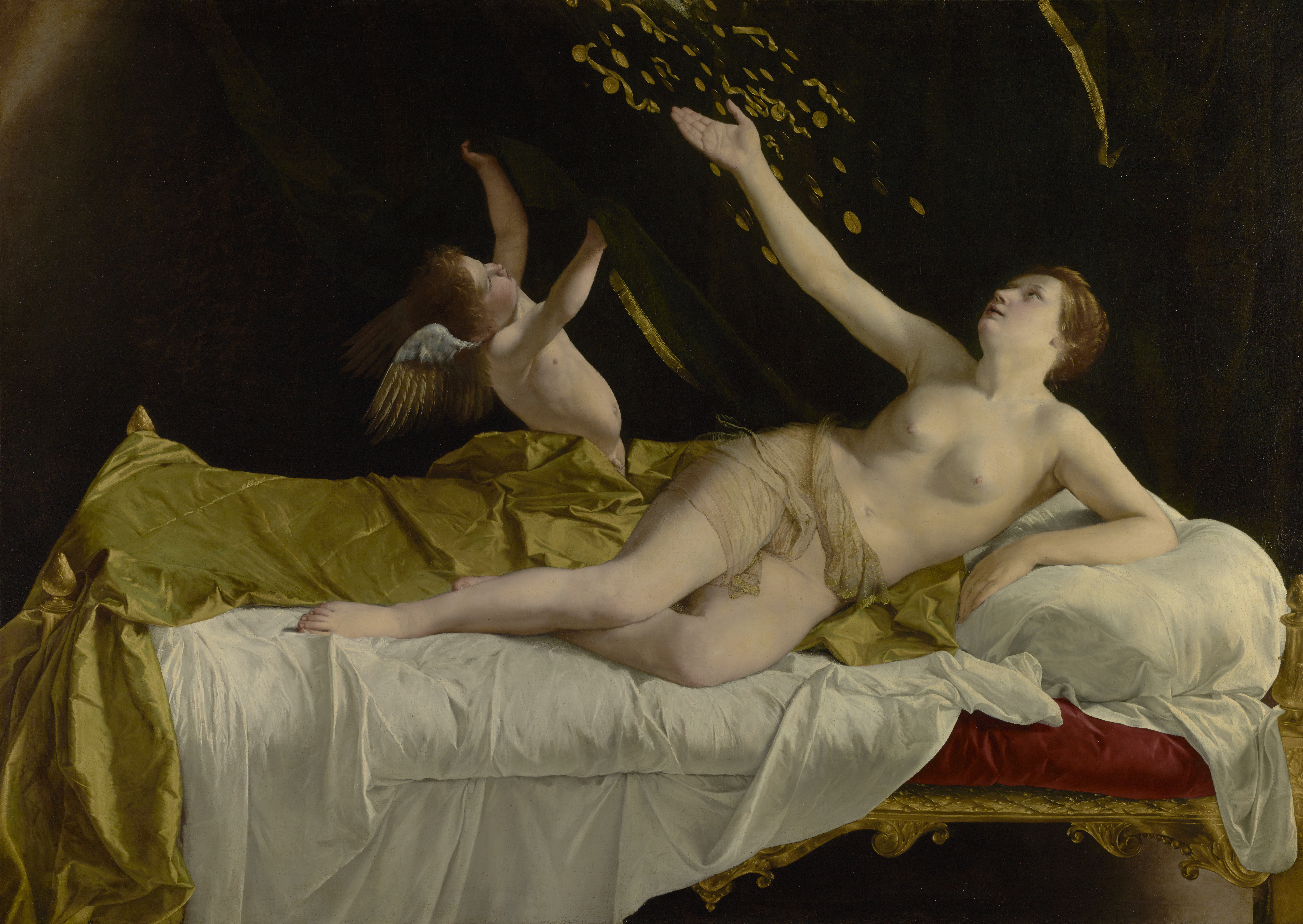
Danaë och guldregnet förvärvades av Getty Center 2016 för 30,5 miljoner dollar. Den tillskrivs Orazio Gentileschi och dateras till 1621–1623.